# Rated R (Rihanna)
Rated R è il quarto album in studio della cantante barbadiana Rihanna, pubblicato il 20 novembre 2009 dall'etichetta discografica Def Jam.
Le sessioni di registrazione dell'album hanno avuto luogo tra i mesi di marzo e novembre del 2009 presso diversi studi e la produzione è stata gestita principalmente da Chase & Status, Stargate, The-Dream, Ne-Yo e Brian Kennedy. Nel disco viene utilizzato tono visibilmente arrabbiato, in termini di lirica e direzione musicale, e contiene elementi di hip hop, rock, e dubstep, riducendo la predisposizione alla musica pop che ha contraddistinto gli album pubblicati precedentemente.
Ottenuto un buon successo commerciale globale, l'album ha ricevuto valutazioni positive dai critici musicali: difatti viene eletto come miglior album del 2009 dalla testata Entertainment Weekly. Le copie vendute a livello mondiali si attestano a quota tre milioni.

## Sviluppo e registrazione
Il disco è stato registrato nell'arco temporale di circa otto mesi, da marzo a novembre 2009. Le sessioni di registrazione per l'album hanno avuto luogo presso svariati studi di registrazione e Rihanna ha lavorato con numerosi cantautori e produttori per l'album, tra cui Chuck Harmony, The-Dream, Christopher Stewart, Stargate, e Justin Timberlake. Durante l'estate, Rihanna ha registrato le canzoni per l'album con il produttore Chuck Harmony. Ha partecipato alla scrittura della maggior parte dei testi per l'album con l'aiuto di Justin Timberlake e Ne-Yo, facendo di questo il primo album in cui la cantante vi partecipa anche come autrice di testi: co-scrive infatti nove tracce su tredici. In un'intervista concessa a MTV, il produttore esecutivo del disco Ne-Yo ha confessato che non avrebbe scritto per Rihanna brani che richiamassero la violenza inflitta alla cantante da Chris Brown.
Il disco presenta un tono oscuro e inquietante rispetto ai precedenti album, caratterizzato principalmente da sonorità R&B e pop. Con Rated R, la cantante ha infatti voluto esplorare sonorità meno influenzate dal synthpop e, grazie all'incisione di bassi, si discosta dal pop commerciale dei suoi precedenti lavori musicali. Quando le è stata chiesto quale fosse la traccia più importante per lei all'interno del progetto, Rihanna ha dichiarato che ne ha più di una: Fire Bomb e Cold Case Love sono alcuni dei suoi brani preferiti. Ha inoltre affermato che, tra i singoli estratti, preferisce Rockstar 101, Hard, e la canzone commercialmente più venduta dell'album, cioè Rude Boy.

## Promozione

### Singoli
- Russian Roulette è il primo singolo ufficiale, inviato alle stazioni radiofoniche il 26 ottobre 2009 e pubblicato in formato digitale il 3 novembre seguente, giorno in cui è stato pubblicato il video del successore Wait Your Turn. Il singolo, che parla di come si possono superare le sofferenze, ha ottenuto successo a livello internazionale, raggiungendo la posizione numero uno in diverse classifiche europee. La copertina del singolo ritrae Rihanna completamente nuda, stretta da funi di metallo, ed è truccata con un rossetto di color rosso magenta. Rihanna, per il look dell'album Rated R da questo singolo fino all'ultimo singolo ufficiale, usa una capigliatura bionda, con una parte di ciuffo nera; trattasi di una scelta estetica inedita per la cantante.
- Hard è il secondo singolo ufficiale, pubblicato solamente in Nord America il 10 novembre 2009. Il brano ha avuto una buona accoglienza da parte dei critici. Esso vede la partecipazione del rapper statunitense Young Jeezy.
- Wait Your Turn è stato pubblicato come secondo singolo internazionale il 13 novembre 2009. Il 16 ottobre 2009 Rihanna ha girato il video musicale del brano. La canzone è entrata nelle classifiche di Australia, Irlanda, Italia e Regno Unito.
- Rude Boy è il terzo singolo sia per il mercato nordamericano che per quello internazionale ed è stato estratto per il download digitale e le rotazioni radiofoniche italiane il 5 febbraio 2010. Ha registrato un successo planetario, soprattutto tra la primavera e l'estate 2010, arrivando a bissare quello di Russian Roulette.
- Rockstar 101 è il quinto singolo in totale e quarto estratto esclusivamente per il mercato nordamericano il 18 maggio 2010; vede la partecipazione dell'ex chitarrista dei Guns N' Roses Slash.
- Te amo è il quarto singolo internazionale e sesto in totale, estratto il 28 maggio 2010 in Italia; ha ricevendo molta notorietà in Europa durante l'estate dello stesso anno.

### Tour
Al fine di promuovere il disco, Rihanna annuncia a fine 2009 il Last Girl on Earth Tour, una serie di concerti che l'avrebbero tenuta impegnata per gran parte del 2010 e per un breve periodo anche dell'anno successivo. Esso si compone di 73 spettacoli complessivi distribuiti tra Europa, Nord America e Oceania. Pixie Lott, Dizzee Rascal e Tinie Tempah fungono da artisti d'apertura per alcune date specifiche durante la tappa europea, mentre Kesha e Travie McCoy per il Nord America.
Il tour, partito in Belgio il 16 aprile e conclusosi a distanza di quasi un anno a Perth, si suddivide in due parti: la prima, costituita da spettacoli esclusivamente in Europa e Nord America, è separata dalla seconda, quella australiana, da un arco di tempo di oltre sei mesi. Ha incassato oltre 40 milioni di dollari, rivelandosi un successo e ottenendo critiche generalmente positive.

### Album di remix
Oltre alla versione in studio, è stata pubblicata una versione di remix intitolata Rated R: Remixed, ed è stata pubblicata nel maggio 2010. È riuscito a entrare numero 158 nella Billboard 200. Nella stessa settimana ha anche debuttato al numero sei sulla Billboard Dance / Album. Ha inoltre fatto il suo debutto sulla classifica canadese alla numero 84. Nel giugno del 2010, l'album di remix ha debuttato al numero undici in Grecia. Nella settimana successiva è salito al numero quattro dando a Rihanna il suo primo album di remix in top ten.
Rated R: Remixed è il secondo album di remix della cantante, pubblicato a un anno di distanza dal precedente Good Girl Gone Bad: The Remixes, album che andava a chiudere l'era di Good Girl Gone Bad, durata oltre due anni, dal 2007 al 2009.

## Accoglienza
| Recensione           | Giudizio   |
| -------------------- | ---------- |
| AllMusic             | [ 39 ]     |
| Chicago Tribune      | [ 40 ]     |
| Entertainment Weekly | (B)        |
| The Guardian         | [ 42 ]     |
| Los Angeles Times    | [ 43 ]     |
| The New York Times   | Favorevole |
| NME                  | (8/10)     |
| Pitchfork            | (6.1/10)   |
| Rolling Stone        | [ 47 ]     |
| Slant Magazine       | [ 48 ]     |
| Spin                 | (5/10)     |
| The Village Voice    | Mista      |
| Metacritic           | (75/100)   |

Rated R ha ricevuto recensioni positive da parte della critica specializzata. Sull'aggregatore di recensioni Metacritic, l'album ha totalizzato un punteggio di 75 su 100 calcolato tramite 21 giudizi professionali, risultato che equivale a «recensioni generalmente positive». Jody Rosen, scrivendo per Rolling Stone, lo ha definito uno dei migliori album pop dell'anno. Andy Kellman di AllMusic ha assegnato all'album quattro stelle su cinque, affermando che «Rated R è esagerato, ma coinvolgente» e interpretato in modo convincente da Rihanna, che canta «molte linee memorabilmente bellicose». Greg Kot del Chicago Tribune ha dato all'album tre stelle e mezzo su quattro, definendolo «un'arte potente e commovente» che Rihanna personalizza in modo tale da suggerire che avesse un input creativo maggiore rispetto ai suoi album precedenti. Jon Parales del New York Times ha detto che, sebbene il tema personale dell'album sia coraggioso, non compromette la creatività della musica.
Ann Powers del Los Angeles Times ha dato all'album un punteggio di quattro stelle su quattro, definendolo «un ritratto complesso e affascinante» dell'emotività e della determinazione di una donna abusata. Alex Macpherson di Fact ha affermato che, oltre alla musica interessante, Rated R è importante per come Rihanna ha «ripreso il controllo della sua storia pubblica» durante «la nostra attuale era panottica». Sarah Rodman del Boston Globe lo ha elogiato come uno spunto breve sia sullo sviluppo artistico di Rihanna che «sull'incontro tra la cultura dei tabloid e l'arte del pop». Per MSN Music, Robert Christgau ha dato all'album una menzione d'onore con due stelle, indicando un «sforzo gradevole che i consumatori attenti alla sua estetica dominante o alla sua visione individuale potrebbero apprezzare». Ha citato Hard e Rude Boy come punti salienti del disco e ha attribuito a Rihanna il merito di «aver creato una personalità interessante partendo da un trucco musicale esplosivo» e da un periodo difficile della sua vita personale.
In una recensione mista, Sean Fennessey di Spin ha ritenuto che l'album non fosse adatto ai punti di forza di Rihanna basati sulle ballate e ha trovato la sua voce troppo piatta e priva di espressione per trasmettere la rabbia delle canzoni. Ryan Dombal di Pitchfork ha detto che le sue «aspirazioni artistiche sono attualmente più alte delle sue capacità». Michaelangelo Matos di The A.V. Club ha assegnato all'album una valutazione equivalente a C+ e ha visto la musica come gonfiata, confrontando negativamente i testi con «estratti da una seduta di terapia». Alexis Petridis, scrivendo per The Guardian, ha criticato i riferimenti all'aggressione di Brown nei suoi confronti, affermando che l'album non offre nulla al di là «dell'interesse morboso del pubblico per la sua vita privata». Rob Harvilla di The Village Voice ha trovato il sotto testo scomodo e ha commentato che i punti salienti dell'album, «eccitanti come sono, potrebbero farti sentire anche peggio» rispetto ai punti più bassi.
Rated R è stato incluso in tre liste dei 10 migliori album dell'anno da parte dei critici del 2009. Nella sua lista di fine anno dei migliori album, oltre a Leah Greenblatt di Entertainment Weekly che ha nominato l'album come il miglior pop dell'anno, Greg Kot del Chicago Tribune lo ha classificato all'ottavo posto nella sua lista dei migliori album dell'anno, mentre Jonah Weiner di Slate ha collocato Rated R al decimo posto nella sua lista e ha acclamato Rihanna come una delle donne che «hanno una presa sullo spirito del tempo pop».

## Tracce
1. Mad House – 1:34 (Robyn Fenty, Makeba Rididck, Will Kennard, Saul Milton)
2. Wait Your Turn – 3:46 (Tor Erik Hermanses, Mikkel S. Eriksen, Robyn Fenty, James Fauntleroy II, Will Kennard, Saul Milton, T.Tendayi)
3. Hard (feat. Young Jeezy) – 4:10 (Terius Nash, Robyn Fenty, Jay Jenkins, Christopher Stewart)
4. Stupid in Love – 4:00 (Tor Erik Hermanses, Mikkel S. Eriksen, Shaffer Smith)
5. Rockstar 101 (feat. Slash) – 3:58 (Terius Nash, Robyn Fenty, Christopher Stewart)
6. Russian Roulette – 3:47 (Shaffer Smith, Charles Harmon)
7. Fire Bomb – 4:17 (Robyn Fenty, James Fauntleroy II, Brian Kennedy)
8. Rude Boy – 3:42 (Tor Erik Hermanses, Mikkel S. Eriksen, Robyn Fenty, Makeba Riddick, Esther Dean, Rob Swire)
9. Photographs (feat. will.i.am) – 4:46 (William Adams, Allan Pineda, Jean Baptiste, Michael McHenry)
10. G4L – 3:59 (Robyn Fenty, James Fauntleroy II, Will Kennard, Saul Milton)
11. Te amo – 3:28 (Tor Erik Hermanses, Mikkel S. Eriksen, Robyn Fenty, James Fauntleroy II)
12. Cold Case Love – 6:04 (Justin Timberlake, James Fauntleroy II, Robin Tadross)
13. The Last Song – 4:16 (Robyn Fenty, James Fauntleroy II, Brian Kennedy, Ben Harrison)

Tracce bonus nell'edizione Nokia Music
1. Russian Roulette (Donni Hotweel Remix) – 3:01 (Smith, Harmon, Chuck Harmony, Ne-Yo, Riddick)
2. Hole in My Head (feat. Justin Timberlake) – 4:05 (Justin Timberlake, Rob Knox, James Fauntleroy II)

## Successo commerciale

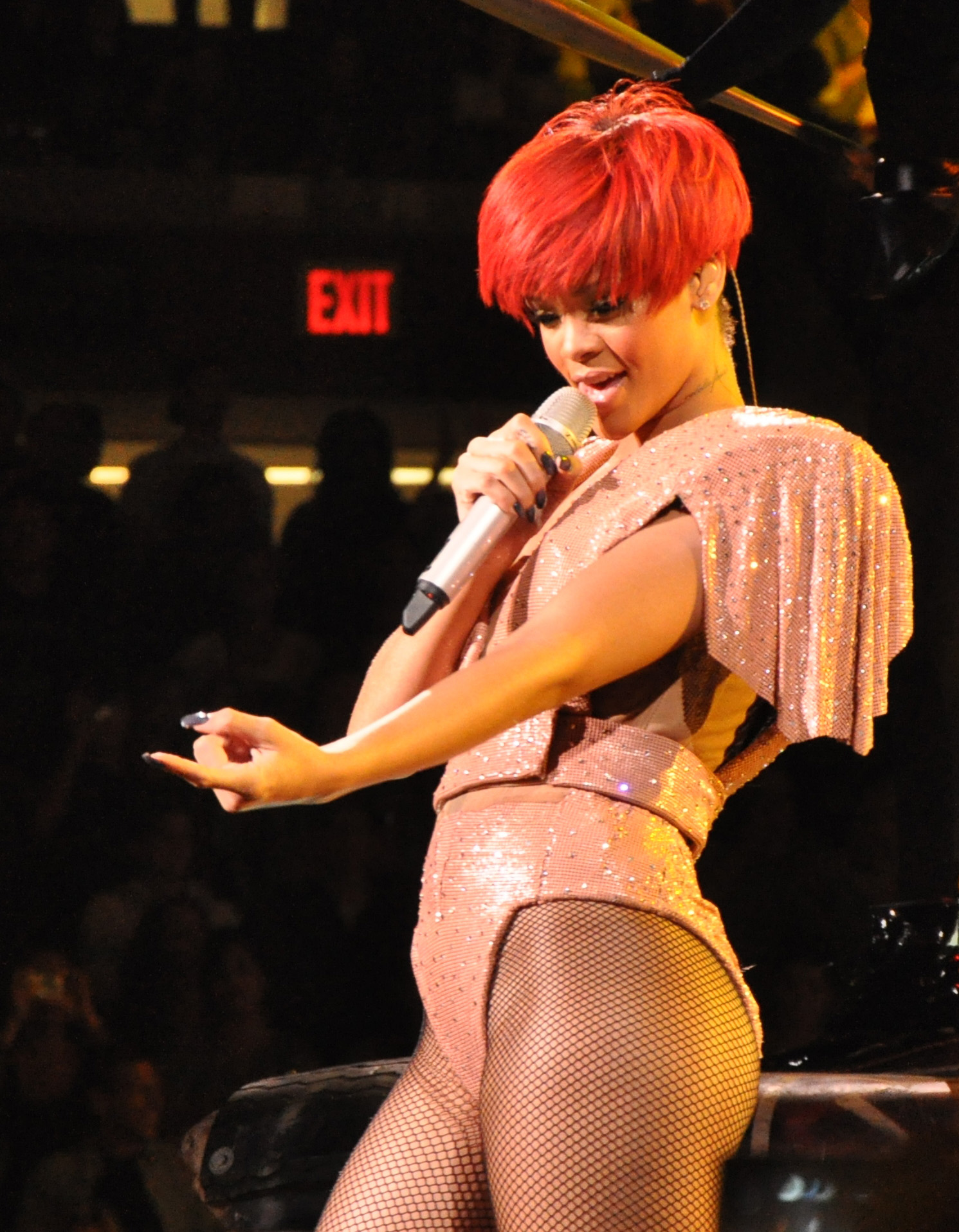
Rihanna a Las Vegas nell'agosto del 2010.

Negli Stati Uniti d'America, Rated R ha debuttato alla posizione numero quattro della Billboard 200 venduto 181 000 copie nella prima settimana, battendo il suo precedente album Good Girl Gone Bad. L'8 gennaio 2010, appena due mesi dopo dalla sua pubblicazione, è stato certificato disco di platino dalla Recording Industry Association of America (RIAA) con una stima di oltre un milione di copie vendute.
Nel Regno Unito, l'album ha debuttato al sedicesimo posto e ottenne la certificazione d'oro in appena quattro giorni. È stato accolto invece più tiepidamente in Italia, dove si è bloccato alla 33ª posizione, e in Francia, dove ha comunque venduto oltre 100 000 copie. Dopo la pubblicazione del terzo singolo Rude Boy,  le vendite dell'album si sono quasi raddoppiate stabilendo record commerciali in Polonia, Svezia, Nuova Zelanda e Finlandia. A giugno 2010, l'album è rientrato nelle classifiche greche raggiungendo la posizione numero sei.

## Classifiche

### Classifiche settimanali
| Classifica (2009) | Posizione massima |
| ----------------- | ----------------- |
| Australia         | 12                |
| Austria           | 7                 |
| Belgio (Fiandre)  | 16                |
| Belgio (Vallonia) | 16                |
| Canada            | 5                 |
| Danimarca         | 32                |
| Finlandia         | 15                |
| Francia           | 10                |
| Germania          | 4                 |
| Giappone          | 10                |
| Irlanda           | 7                 |
| Italia            | 33                |
| Norvegia          | 1                 |
| Nuova Zelanda     | 14                |
| Paesi Bassi       | 18                |
| Polonia           | 5                 |
| Regno Unito       | 9                 |
| Spagna            | 23                |
| Stati Uniti       | 4                 |
| Svezia            | 19                |
| Svizzera          | 1                 |
| Ungheria          | 31                |

### Classifiche di fine anno
| Classifica (2009) | Posizione |
| ----------------- | --------- |
| Australia         | 97        |
| Francia           | 82        |
| Svizzera          | 80        |
| Classifica (2010) | Posizione |
| Australia         | 52        |
| Austria           | 67        |
| Belgio (Fiandre)  | 55        |
| Belgio (Vallonia) | 63        |
| Canada            | 28        |
| Francia           | 49        |
| Germania          | 59        |
| Paesi Bassi       | 69        |
| Regno Unito       | 28        |
| Stati Uniti       | 21        |
| Svizzera          | 12        |